# Andrea Huisgen
 (novembre 2011).
Si vous disposez d'ouvrages ou d'articles de référence ou si vous connaissez des sites web de qualité traitant du thème abordé ici, merci de compléter l'article en donnant les références utiles à sa vérifiabilité et en les liant à la section « Notes et références ».
Andrea Huisgen, née le 22 juin 1990 à Barcelone, est un mannequin espagnol, devenue Miss Espagne 2011, elle succède à Paula Guilló.

## Biographie
Elle est née d'un père allemand et d'une mère espagnole.
Andrea Huisgen devient modèle depuis 2008, à l'âge de 17 ans, puis pose pour des publicités de mode, sport, cosmétique, et des clips musicaux.
En 2011, Andrea devient Miss Barcelone 2011, qualifiée pour l'élection de Miss Espagne 2011.
Le 27 novembre, elle est couronnée Miss Espagne 2011 à la suite de son titre régionale, Andréa participera à l'élection de Miss Univers 2012.
Andrea est la dernière Miss Espagne, de ce jour.